# Aeroportul Los Menucos
Aeroportul Los Menucos (IATA: LMD) este un aeroport din Provincia Río Negro, Argentina.
Situat la o altitudine de 781 m, aeroportul dispune de o singură pistă.